# Asociación Deportiva Municipal
La Asociación Deportiva Municipal (anteriormente llamado Asociación Deportivo Municipal Juayúa y Municipal Fútbol Club) es un club de fútbol profesional con sede en Juayúa, El Salvador.

## Historia
El Municipal jugó por última vez en la Segunda División salvadoreña en 2010, cuando descendió después de terminar último en el Grupo A. Luego jugó sus partidos en casa en Nahuizalco.
Actualmente juega en la Segunda División.

## Entrenadores
| - Manuel Molina (1959) - Julio Magaña (1975) - Jorge Wilmer Patrick (2002) - Ricardo Antonio López Córdova (Garitón) (2003) - Ricardo "Coneja" Guardado - Pedro Antonio Contreras - Ángel Orellana (2007) - Raúl Héctor Cocherari |